# Taiping jing
Taiping Jing (chinesisch 太平經 / 太平经, Pinyin Tàipíng Jīng, W.-G. Tai P'ing Ching, englisch The Classic of Great Peace) ist die Bezeichnung für verschiedene daoistische Texte. Zumindest zwei Werke sind unter diesem Titel bekannt:
- Tianguanli baoyuan taiping jing 天官歷包元太平經 / 天官历包元太平经,  Tiānguānlì bāoyuán tàipíng jīng, 12 Kap., unbekannter Inhalt, Autor: Gan Zhongke 甘忠可
- Taiping qinglingshu 太平清領書 / 太平清领书,  Tàipíng qīnglǐngshū, 170 Kap., nur noch 57 im Daozang erhalten, Autor unbekannt.

Die Bezeichnung Taiping jing bezieht sich gewöhnlich auf das im Daozang (aus der Ming-Zeit) enthaltene Werk, das als eine wertvolle Quelle für die Erforschung des frühen daoistischen Glaubens und der Gesellschaft am Ende der Östlichen Han-Dynastie betrachtet wird. Die Form des Daoismus, der Taiping-Daoismus (太平道) von Zhang Jue (gest. 184), dem Anführer des Aufstands der Gelben Turbane, gründete auf diesem Werk.
Der Inhalt des Taiping jing ist vielgestaltig, beschäftigt sich aber primär mit Themen wie Himmel und Erde, der Fünf-Elemente-Lehre, Yin und Yang und dem Sechzigerzyklus.

## Der Text
Der überlieferte Text untergliedert sich im Wesentlichen in drei unterschiedliche Abschnitte:
- Abschnitt A: Der Himmelsmeister-Abschnitt: Dialoge zwischen Tianshi, dem Himmelsmeister, und seinen Schülern
- Abschnitt B: Celestial Gentleman, Schüler und „Great Divine“, der zwischen beiden ersteren vermittelt
- Abschnitt C: Texte ohne viele Gemeinsamkeiten

Während die Abschnitte A und B sehr lebendig und interessant für den Leser geschrieben sind, weil es sich um Dialoge zwischen Lehrer und Schüler handelt, ist Abschnitt C nur schwierig zu verarbeiten. Es handelt sich dabei um gesammelte Texte, die kaum zueinander passen und die im Gegensatz zu den anderen Abschnitten nicht in Dialogform verfasst wurden. Die Texte sind inhaltlich sehr unterschiedlich und lassen sich nicht in einen größeren Gesamtkontext einfassen. Barbara Hendrischke glaubt, Abschnitt A sei auch tatsächlich der, der zuerst geschrieben wurde.
Der Text beschreibt umfangreich, wie die Menschen durch entsprechend richtiges Verhalten den Großen Frieden erreichen können, er macht allerdings auffallend wenig deutlich, wie dieser Taiping dann letztendlich aussehen wird. Dieses kann damit erklärt werden, dass die Vorstellung vom Taiping während der damaligen Zeit bereits umfangreich in der Bevölkerung vorhanden war. Das Taiping Jing wurde also nicht einfach aus dem Nichts von dessen Autoren kreiert, sondern fasste vielmehr die bereits bestehenden Vorstellungen der Utopie des Großen Friedens in einem Werk zusammen. Da nun aber schon klar war, wie das Ergebnis eines Großen Friedens aussehen würde, war es nicht mehr unbedingt nötig, dieses auch genauestens und in all seinen Facetten niederzuschreiben. Die Bevölkerung wünschte sich vielmehr eine Art Anleitung, wie denn eine solche paradiesische Vorstellung verwirklicht werden könne.

## Sprache
Die Sprache des TPJ unterscheidet sich ähnlich dem Inhalt mit seinen praktischen und politischen Ambitionen vom Rest der damaligen philosophischen Texte. Er ist deutlich weniger literarisch geprägt und zeichnet sich vielmehr durch eine einfache Schreibweise aus. An vielen Stellen ist der Text so geschrieben, wie zur damaligen Zeit vermutlich gesprochen wurde, zeigt also umgangssprachliche Tendenzen. Hendrischke denkt, dass dieses darauf schließen lässt, dass der Text von Leuten geschrieben wurde, die nicht aus der Elite kamen, wie die, die normalerweise klassische Texte im Alten China verfassten. Der Text könnte möglicherweise aus Transkriptionen kommen, die von den Schülern der Bewegung des Taiping Jing gemacht wurden. Das Werk wäre damit eine Niederschrift der Dialoge zwischen Lehrern und Schülern des Taiping.

## Utopie und Weltbild

### Leben
Laut der Theorie im Taiping Jing (TPJ) verläuft der Weg hin zum Großen Frieden Taiping (太平), neben der richtigen Verwaltung des Staates, über die Verlängerung des Lebens und lebenserhaltende Maßnahmen. Die Art und Weise, wie diese Idealvorstellung einer Welt erreicht werden kann, ist also klar daoistisch geprägt, denn es gibt starke Anlehnungen an den Religiösen Daoismus mit seinen Praktiken, die Unsterblichkeit durch unterschiedlichste Maßnahmen zu erreichen. Dennoch sind auch große Unterschiede festzustellen, denn während innerhalb des Religiösen Daoismus auch chemische Mittel, wie Zinnober eingenommen wurden, die dann zumeist das Gegenteil von dem bewirkten, was sie sollten, beschreibt das TPJ den Weg hin zum langen Leben vielmehr durch moralisch korrektes Verhalten, Meditation und richtige Ernährung. Chemisch zusammengebraute Mittel dagegen brauchten nicht eingenommen zu werden.
Der Zusammenhang zwischen Leben und Lebensalter kommt aus dem daoistischen Weltbild, dass Geschehnisse im Himmel das Leben der Menschen beeinflussen und andersherum. Es besteht eine Dreiteilung zwischen den Sphären:
- Himmel
- Erde
- Menschen

Der Himmel wird innerhalb dieser Vorstellung als agierende Person betrachtet, die einen eigenen Willen hat und diesen auch durchsetzt. Dieser stellt auch Regeln auf, an die sich die Menschen zu halten haben. Bei Verstoß gegen die Regeln des Himmels, kann dieser Katastrophen schicken. Überschwemmungen und Missernten wurden demnach als Strafe des Himmels für das Fehlverhalten der Menschen interpretiert.
Nach dem TPJ hat nun der Himmel den Menschen ursprünglich Methoden gegeben, ihr Leben möglichst lange zu gestalten Sein Hauptinteresse liegt darin, das Leben aufrechtzuerhalten. Zwar wird akzeptiert, dass grundsätzlich jedes Leben irgendwann zu Ende gehen muss, aber der Mensch hat nicht nur die Aufgabe, sondern geradezu die Pflicht, nicht zu früh zu sterben. Die Methoden, wie die Menschen nun zu einem langen Leben kommen können, beschreibt das TPJ. Diese korrekten Verhaltensweisen lassen sich zusammenfassen zu:
- einem moralisch richtigem Leben
- Meditation
- hygienische Praktiken
- medizinische Substanzen und Nutzen von Talismanen zur Heilung
- therapeutischer Nutzen von Musik

Das moralisch richtige Leben nimmt unter diesen Punkten den Herausragenden ein. Moralisch zu leben meint nach der Lehre des Taiping ein Verhalten, das lebensverlängernd wirkt. Und zwar ist dabei nicht bloß das eigene Leben gemeint, sondern auch das anderer Menschen, der Tiere und generell seiner gesamten Umwelt. Diese Moralvorstellung ist demnach eine völlig andere als in anderen Philosophien, bei denen sich Moral vielmehr auf das soziale Leben bezieht. Hier wird aber ein weiterer, deutlich individualistischer Aspekt betont: Das eigene Leben.
Hierbei ist es wichtig zu wissen, was das Gegenteil des Taiping, also der idealen Welt, ist. Auf den ersten Blick könnte dieses das Chaos Luan (乱) sein, was allerdings im Falle des TPJ nicht zutrifft. Vielmehr ist das Gegenteil des Großen Friedens die Unterbrechung Jue (绝), was gleichbedeutend mit „zu einem Ende bringen“ oder noch konkreter, töten, ist. Dieses zeigt abermals die herausragende Bedeutung des Lebens für die Vorstellungen vom Großen Frieden. Es ist demnach unmoralisch und dem Erreichen des Ideals abträglich, andere Menschen, sich selbst oder sogar Tiere aus Eigennutz umzubringen.
Die anderen vier Punkte sind eher praktische Vorgehensweisen, die im Alltag angewendet werden können. Meditation und Musik sollen zur inneren Ruhe führen und den Geist beruhigen. Bestimmte hygienische Praktiken und die Einnahme von medizinischen Substanzen dagegen dienen der Gesundheit, denn auch diese ist selbstverständlich lebensverlängernd und damit ein wichtiger Schritt hin zum Taiping. Allerdings hielt sich die Taiping-Bewegung fern von chemischen Mitteln. Hier kamen im Wesentlichen nur Pflanzen und Kräuter der Traditionellen Chinesischen Medizin zum Einsatz. Zur Ernährung wird empfohlen, möglichst wenig zu essen und noch dazu am besten „Nichtkörperliches“. Damit ist z. B. Reis gemeint. Eine vegetarische Ernährung wird befürwortet. Gar nichts zu essen ist aber ebenfalls verboten, weil damit laut TPJ nicht nur der Darm aufhört zu arbeiten, sondern es natürlich auch einleuchtet, dass die Nulldiät irgendwann zum Tode führt. Empfohlen wird hier ganz konkret eine Mahlzeit pro Tag. Das TPJ preist nicht nur die Vorteile, die dieses Fasten für ein langes Leben haben, sondern auch, dass es den Staat entlastet und Frieden schafft.
Ein möglichst langes Leben lässt sich laut TPJ also über die erwähnten Vorgehens- und Verhaltensweisen erreichen und dieses führt schließlich zur idealen Welt, dem Taiping.

### Chengfu
Mit Chengfu (承负) bezeichnet das TPJ ein Konzept des „vererbten Bösen“. Dieses stellt ein gesellschaftliches Problem dar, was jeden Einzelnen in seinem persönlichen Handeln betrifft. Das TPJ geht davon aus, dass sich das Fehlverhalten eines jeden Einzelnen über Generationen hinweg kollektiv sammelt und anhäuft. Jede einzelne „Sünde“ besteht sozusagen auch, nachdem sie bereits für Jahrzehnte von den Menschen vergessen ist, als feste Masse in der Welt weiter. Sie lässt sich nicht erkennen oder einfach entfernen, sondern addiert sich zu den bisherigen Sünden dazu und es kommt zu einem Chengfu-Maximum, dem Chenfu Zhi Ji (承负之极).
Nun ergänzt sich diese Vorstellung um ein deutliches Weltuntergangsszenario, das die ganze Situation massiv verschärft. Die Anhäufung des Bösen kann nach dem TPJ nicht einfach ewig so weiter gehen, sondern hat irgendwann ein Ende. Wie mit der bekannten Metapher des Fasses, das irgendwann überläuft, ist es auch beim Chengfu des TPJ. Das Fass ist mit Bösem voll, wenn es das Chengfu-Maximum erreicht hat und läuft dann über. Konkret bedeutet dieses wiederum, genau wie beim Einfluss des Himmels auf die Menschen, Naturkatastrophen und Elend. Dieses Schreckensszenario wird von dem Werk sogar noch bis zur vollständigen Auslöschung allen Lebens ausgeweitet.
Numerische Berechnungen verschärften das Ganze weiter. Das TPJ spricht vom Xuanjia (玄甲) als Beginn von nötigen Reformen um das drohende Unheil noch aufzuhalten. Als Ausweg sieht das TPJ nur das Erreichen des Taiping möglichst bald. Es existiert also die extrem schlechte Aussicht, dass bei Nicht-Erreichen des Großen Friedens, alles Leben zu Ende gehen wird und das das Ende von Himmel, Erde und der gesamten Menschheit sei. Nach dem TPJ ist nun jeder einzelne dazu aufgefordert, das Taiping zu verwirklichen. Barbara Hendrischke dazu:

„This point is made with pertinacious emphasis: it is mistaken to believe that the ruler alone is responsible for chengfu: „Now if a government fails to achieve harmony this is not only the fault of the heaven, the earth and the ruler; the responsibility can be attributed to the misdeeds which are commited by each member of the population (bai xing 百姓). They receive and transmit faults from one to the other, thereby making them even greater.“ (Hendrischke 1991: 17)“

Die Regierung könnte diese Behauptung als Vorwand nehmen, Verantwortung von sich selbst auf die Bevölkerung zu schieben, falls es zu Katastrophen und Missernten kommt. Zwar wird Taiping kollektiv erreicht, aber es ist trotzdem die Aufgabe des Einzelnen, sich richtig zu verhalten, um dorthin zu gelangen. Das TPJ ist damit ein ideales Werk für Geheimgesellschaften, Rebellen und Aufständische, denn es verbindet ein gemeinsames Ziel, dessen Verwirklichung über Leben und Tod entscheidet mit der politischen Aufforderung, dieses Ziel durch die Mitglieder einer solchen Rebellengruppe selbst in die Hand zu nehmen und dabei störende Faktoren, wie eine das Ziel behindernde Regierung, zu entmachten. Die Bedeutung des Ziels ist wiederum so groß, dass auch radikale oder gewalttätige Maßnahmen trotz des an sich daoistischen Hintergrundes zur Verwirklichung möglich und akzeptiert werden.

### Moral

#### Sünden
Ein wichtiger Aspekt des Taiping ist es, dass bestimmte Taten vermieden werden, die als Sünden gelten. Wie bereits erwähnt, kann jedes einzelne Individuum das Erreichen des Taiping schon durch sein Fehlverhalten gefährden, was auch als „totality of taiping“ (Barbara Hendrischke: The Daoist Utopia of Great Peace, 1992, S. 67) bezeichnet wird. Die Bevölkerung sollte deshalb nicht ihre politische Führung kritisieren, da diese ja nur mittelbar überhaupt für die schlechte Situation und für das Nicht-Bestehen des Taiping verantwortlich gemacht werden kann.
Andererseits wird vom TPJ auch die Verringerung von Strafen der Regierung gegenüber ihrer Bevölkerung gefordert. Strafen schaffen Missgunst in der Bevölkerung und diese gilt es zu beseitigen. Überhaupt beziehen sich fast alle folgenden zu unterbindenden Sünden auf die Vermeidung von Missgunst und Unzufriedenheit der Bevölkerung und auf das bereits als wichtig herausgestellte Konzept des Lebens und seiner Erhaltung. Exemplarisch soll auf folgende acht Beispiele eingegangen werden, die sehr gut widerspiegeln, wie das TPJ moralisch gutes und schlechtes Verhalten betrachtet.
- Zirkulation von Besitztümern und Hilfe für die Armen
- Brunnen graben
- Kindsmord
- sich zu weigern über Dao und De zu lernen und das Ignorieren der Möglichkeiten zur Lebensverlängerung
- Abbrennen von Waldflächen
- Enthaltsamkeit

Das TPJ fordert nicht nur die Erhaltung des eigenen Lebens, sondern auch des Lebens von anderen. Die Zirkulation von Besitztümern ist dabei eine konkrete ökonomische Pflicht zum Ausgleich. Hier spielen sozialstaatliche Maßnahmen, wie die Verteilung von Besitz von oben nach unten, genauso eine Rolle, wie das Spenden von Geld und Lebensmitteln für Bedürftige. Das TPJ spricht sich für einen Sozialstaat ähnlich dem Heutigen aus, was für die damalige Zeit bemerkenswert ist.
Das Verbot Brunnen zu graben kommt aus der Vorstellung der Dreiteilung in Himmel, Erde und Menschen und deren Entsprechung zu den Familienmitgliedern Vater, Mutter und Kind. Wo der Himmel dem Vater entspricht, so wird die Erde mit der Mutter verbunden. Einen Brunnen zu graben stellt nun einen gewaltsamen Eingriff gegen die Erde und damit auch gegen die eigene Mutter dar. Das Graben des Brunnens ist demnach eine Verletzung der Mutter Erde. Das wird vom TPJ verboten und stattdessen sollen nur natürliche Quellen zur Wassergewinnung genutzt werden. Diese sind extra dafür geschaffen worden und ein Nutzen stellt keinen negativen Eingriff in die Natur dar, entspricht also den Wuwei-Prinzipien. Genauso verhält es sich mit dem Abbrennen von Waldflächen. Auch diese Handlung stellt einen massiven Eingriff in die Natur dar und ist nach dem TPJ nicht erlaubt.
Das Verbot von Kindsmord fällt wiederum in die Kategorie der Erhaltung des Lebens. Hier geht es vor allem um die Tötung ungewollter Töchter. Dieses Verbot ist zwar generell sehr modern und befürwortenswert, begründet wird es jedoch im TPJ mit ziemlich mystischen Argumenten aus einer Zeit des frühen Daoismus und nicht etwa mit dem Recht auf Leben der Moderne.
Das Konzept von Yin und Yang existierte zwar bereits in der Gesellschaft, war aber noch nicht so klar ausgebaut und eher eine lose Idee. Das TPJ hat diese Idee genutzt und modifiziert, um gesellschaftliche Ziele zu erreichen. So lautete die Theorie, dass in der Welt immer eine Einheit Yang mit zwei Einheiten Yin zusammen sein sollten. Man ging davon aus, dass Yang eine doppelt so große Wertigkeit habe wie Yin. Für das Verhältnis zwischen Mann und Frau, bei dem der Mann dem Yang und die Frau dem Yin entspräche, bedeutet das eine ideale Beziehung sollte vorherrschen, wenn ein Mann mit zwei Frauen zusammen sei. Demnach wird Monogamie im TPJ abgelehnt, weil es ein Ungleichgewicht zwischen Yin und Yang bedeute.
Ein weiteres Beispiel für Sünde im TPJ ist Enthaltsamkeit. Sexuelle Aktivität nimmt einen sehr positiven Stellenwert ein, weil dadurch Leben geschaffen werden kann, was eine wichtige Rolle im TPJ spielt und ein Weg hin zum Taiping darstellt.
Anhand der Beispiele lässt sich ein Überblick über die Weltanschauung des TPJ erkennen. Die Aufrechterhaltung und Schaffung von Leben steht an oberster Stelle. Allerdings spielen auch moderne sozialstaatliche Ideen zum Ausgleich zwischen Arm und Reich eine Rolle. Der Begriff „Großer Frieden“, der bisher nur allgemein umschrieben wurde, lässt nun mit diesem Aspekt sogar eine ganz andere Interpretation als „Sozialer Frieden“ entstehen. Dieses ist zwar nur ein kleiner Aspekt der Ideologie, er ist aber aus heutiger Sicht am ehesten nachvollziehbar.

#### Die Beichte
Neben den hier erwähnten Sünden als Beispiele, verpflichtet das TPJ aber auch zu aktivem Verhalten der Bürger. Das Beichten der begangenen Sünden existiert ähnlich dem innerhalb des katholischen Christentums, aber auch dabei gibt es große Differenzen. Sünden werden im TPJ mit Krankheit verbunden. Das heißt, jemand, der sich nicht an die Regeln des Himmels gehalten hat, wird später erkranken, denn der Himmel überwacht jedes einzelne Verhalten der Menschen auf der Erde und bewertet es. Der Mensch kann den Himmel dabei nicht hintergehen. Dieser weiß in jedem Fall über das Verhalten der Menschen Bescheid. Auch hier sind die Parallelen zum Christentum extrem auffällig. Allerdings ist die Erkrankung des Menschen nach dem Begehen einer Sünde weniger als direkte Strafe des Himmels für ein oder mehrere Vergehen zu interpretieren. Das Fehlverhalten wird im TPJ weniger stark als moralisch verwerflich bewertet, sondern eher als technischer Vorgang gesehen, bei dem der Energiefluss ins Ungleichgewicht fällt. Um dieses wieder auszugleichen und damit gleichzeitig den Himmel zufrieden zu stellen, ist nur der Weg über die Beichte der Sünden möglich. Eine solche Beichte übernimmt ein daoistischer Meister, der den Kranken befragt und herauszufinden versucht, welche seiner schon seit Frühzeiten begangenen Sünden die Krankheit ausgelöst haben könnte.

### Kommunikation
Kommunikation stellt im TPJ einen weiteren wichtigen Faktor dar, der dazu verhelfen soll, zum Taiping zu gelangen. Sie hilft konkret gesagt dabei, Informationen über soziale und gesellschaftliche Missstände von unten nach oben zu vermitteln, damit zeitnah Gegenmaßnahmen ergriffen werden können.
Hier bezieht sich das TPJ auch auf den immer wiederkehrenden Zusammenhang zwischen Naturkatastrophen und dem Fehlverhalten der Gesellschaft. Wenn man davon ausgeht, dass der Himmel in personifizierter Form auf das Verhalten der Menschen reagiert und bei Fehlverhalten Naturkatastrophen, Krankheit, Dürre und ausbleibende Ernte auf der Erde auslöst, so ist es dringend notwendig für die Menschen, dass diese überhaupt von den Katastrophen und anderen Phänomenen erfahren. Eine vom Himmel geschickte Dürre weist auf ein Fehlverhalten hin, aber wenn niemand von der Dürre erfährt oder sie höchstens lokal bekannt ist, kann niemand sein Verhalten in Zukunft ändern, um weitere Dürren zu vermeiden.
Naturphänomene und weitere Dinge, die auf eine Reaktion des Himmels auf das Verhalten in der Gesellschaft hinweisen, müssen also übermittelt werden. Dabei ist gerade die Information von unten nach oben im Fokus. Vor allem der Herrscher muss nach dem TPJ immer möglichst vollständig über alle auffälligen Phänomene innerhalb seines Reiches informiert sein, um im Zweifelsfall darauf reagieren zu können. Wenn diese Information des Herrschers ausbleibt, verliert die Führung den Kontakt zum Himmel und regiert damit im schlimmsten Fall ganz ohne das „Feedback“ des Himmels.
Das TPJ hat dazu sehr konkrete Vorstellungen und bietet auch eine praktische Umsetzung für die Weiterleitung von Informationen zur damaligen Zeit an. Informiert werden soll generell über Texte (文, Wen). Ein Text kann innerhalb dieses Rahmens aber vielfältige Erscheinungen annehmen. Nicht nur tatsächlich von den Menschen selbst auf Papier geschriebene Ereignisse, sondern z. B. auch mündliche Informationen können als Text gelten. Im TPJ wird dieses ganze Konzept nun auch noch auf eine abstraktere Ebene befördert. Als Gegenteil des Taiping gilt die „Unterbrechung“. Information spielt nun eine wichtige Funktion, um genau solch eine Unterbrechung zu verhindern, denn eine Informationsunterbrechung, also der stetige Fluss an Information, ist dem Taiping in ähnlicher Weise abträglich, wie der Tod, also die Unterbrechung des Lebens. Informationsfluss ist im TPJ sowohl Mittel zur Verhinderung von Blockade als auch Selbstzweck und eine wichtige zu schaffende Vorbedingung für den Großen Frieden Taiping.
Die konkrete Umsetzung wird im TPJ als gigantische Sammelaktion von Schriftstücken aus dem ganzen Reich über Ereignisse, die von den Bürgern aufgezeichnet wurden, beschrieben. Im gesamten Land sollen dafür eine Art von Containern aufgestellt werden. Diese Boxen sollen neun mal neun Meter groß sein, die Form eines Würfels haben und ein Fenster besitzen. Durch einen Schlitz in diesem übergroßen Briefkasten können nun Bürger ihre Texte einwerfen und damit über Phänomene und Erscheinungen informieren. Der politische Führer sendet nun regelmäßig Boten aus, die alle gesammelten Texte einsammeln und exzerpieren. Es werden in diesem Prozess also Texte zusammengefasst. Das TPJ spricht sich bei der Bewertung dieser Texte klar für eine Mehrheitsmeinung aus. Das heißt, Informationen oder Meinungen, die häufiger vorkommen, werden akzeptiert, während Informationen, die nur von wenigen Einzelnen kommen, keine große Rolle spielen sollen. Die Autoren des TPJ haben hier also tatsächlich auch auf die Umsetzbarkeit einer solchen Idee geachtet und versuchten, sie möglichst effizient zu gestalten.
Über den Wahrheitsgehalt der veröffentlichten Texte macht das TPJ allerdings nur einschränkende Aussagen. Ein Text ist dann „wahr“, wenn er den Herrscher dazu befähigt, seinem Land Frieden zu geben und seinen Leuten Rechtschaffenheit. „Falsche“ Texte dagegen würden Naturkatastrophen und politische Aufstände heraufbeschwören. Diese Aussage ist nur schwer zu interpretieren. Es passt am ehesten wohl mit dem Prinzip der Mehrheitsmeinung zusammen: Politisch extreme Texte und Meinungen sollen vermieden werden. Da sie als „unwahr“ gelten, können sie demnach ignoriert oder zensiert werden. Mit dieser Einschränkung wird für den Herrscher immer noch eine Tür offen gelassen, um am Ende selbst zu entscheiden, ob er einer Meinung zustimmt oder sie ignoriert. Mit dem Prinzip soll eine Kontrolle geschaffen werden, um sowohl Lügen als auch politisch völlig ungewollte Meinungen zu unterbinden. Eine offene demokratische Bürgergesellschaft sollte also mithilfe dieser Textboxen nicht geschaffen werden. Sehr wohl soll allerdings damit die Führung über Missstände und Unzufriedenheit innerhalb der Bevölkerung informiert werden.